# 베른하르트공티티
베른하르트공티티(Callicebus bernhardi)는 신세계원숭이에 속하는 티티원숭이의 일종이다. 브라질에서 발견된다. 공식적으로는 2002년에 마크 반 루스말렌과 러셀 미터마이어가 기술했으며, 이름은 네덜란드의 베른하르트 공의 이름을 따 지었다. 이 티티원숭이는 살쩍과 가슴은 어두운 오렌지색을, 등은 불그스레한 갈색을 띠며, 검은 꼬리를 지니고 있으며 꼬리의 끝은 희다. 전체 길이는 94 cm이지만, 꼬리를 제외하면 56 cm 정도 된다.